# グーフィーの船乗り教室
『グーフィーの船乗り教室』（グーフィーのふなのりきょうしつ、原題：How to Be a Sailor）は、ウォルト・ディズニー・プロダクション（現：ウォルト・ディズニー・カンパニー）が製作した1944年1月28日公開のアニメーション短編映画作品。グーフィーの短編映画シリーズの13作目である。グーフィーの教室シリーズの第9作目。

## あらすじ
人と船の歴史をグーフィーで通して、ナレーターが説明する。

## スタッフ
- 製作：ウォルト・ディズニー
- 監督：ジャック・キニー

## キャスト
| キャラクター | 原語版             | 旧吹き替え版 | 新吹き替え版 |
| ------------ | ------------------ | ------------ | ------------ |
| グーフィー   | ピント・コルヴィグ | 小山武宏     | 島香裕       |
| ナレーター   |                    | 江原正士     | 大平透       |

## 補足
- 公開当時は第二次大戦中であった為、終盤にはプロパガンダを思わせる描写がある。